# Glen Garioch
Glen Garioch (prononcer "Guiiri"), est une distillerie de whisky fondée en 1797 par Thomas Simpson. Elle est située dans le village d’Old Meldrum dans l’Aberdeenshire et porte le nom de la vallée du Garioch. Mise en sommeil en 1995, la distillerie est de nouveau opérationnelle depuis 1997. Elle appartient à Morrison Bowmore Distillers, une société contrôlée par l’entreprise japonaise Suntory.

## Histoire
Les premières traces évoquant une distillerie à Glen Garioch remontent à 1794, date à laquelle John Manson (1762-1838) et son frère Alexander (1770-1847) commencent la construction d'une distillerie et d'une brasserie sur le site d'une vieille tannerie qui disposait d'un approvisionnement en eau des collines Percock.
En 1798, Thomas Simpson finalise l'achat de la distillerie et la brasserie. L'année généralement retenue pour la fondation de la distillerie reste cependant 1797 : cela fait de Glen Garioch une des rares distilleries fondées au XVIIIe siècle encore en activité.
En 1827, Ingram, Lamb & Co deviennent les nouveaux propriétaires, et agrandissent les bâtiments.
La distillerie fut rachetée par John Manson Jr, propriétaire et fils du fondateur de la distillerie de Strathmeldrum en 1837. En 1856, le chemin de fer entre Inverury et Old Meldrum met fin au transport des tonneaux de whisky par chariot à bœufs à Aberdeen.
JG Thomson & Co de Leith acquiert la distillerie en 1884. Deux ans plus tard, William Sanderson prend le contrôle de 50 % de l'entreprise : le whisky de la distillerie était en effet un ingrédient important du blend VAT69 que W. Sanderson avait lancé. À cette époque, la distillerie emploie 12 hommes, sous la responsabilité de Jimmy Shand, qui installe une ferme de cochons sur les terrains de la distillerie. En 1921, William Mark Sanderson, fils de William Sanderson, fonde avec quelques investisseurs la Glengarioch Distillery Co Ltd pour prendre le contrôle complet de la distillerie.
En 1933 Sanderson & Son fusionne avec les Booth's Distilleries Ltd, un producteur de gin. Cette nouvelle entreprise fut acquise en 1937 par Scotch Malt Distillers, filiale de DCL (Distillers Company Limited, qui fera partie du groupe Diageo).
Comme la plupart des distilleries écossaises, la distillerie de Glen Garioch fut arrêtée pendant la Seconde Guerre mondiale pour économiser le malt. Certains bâtiments furent alors utilisés par l'armée comme dortoirs.
En 1968, SMD ferma la distillerie, officiellement à cause des trop faibles quantités d'eau disponibles. La distillerie fut alors rachetée en 1970 par Stanley P Morrison, pour £ 150 000. Une faible production reprit alors en 1973, où du whisky fut produit avec du malt fumé à la tourbe.
En 1972, la distillerie était devenue la première d'Écosse à chauffer ses alambics au gaz. Le whisky de Glen Garioch est enfin vendu comme single malt alors qu'il n'était jusque-là qu'un ingrédient des blends Bell’s, Grant’s, Standfast et Drambuie(le Drambuie est une liqueur de whisky à base de scotch).
Une nouvelle source est exploitée à la ferme Coutens.
En 1978, les alambics passent de 2 à 3 et un petit accueil pour visiteurs est construit. La distillerie est modernisée : un projet de récupération de chaleur pour le chauffage de serres procure une certaine publicité à la distillerie. Ce projet sera abandonné en 1993.
L'entreprise japonaise Suntory achète Morrison Bowmore Distillers Ltd en juillet 1994. Ces nouveaux propriétaires ferment la distillerie en 1995, et la rouvrent en 1997.
Nota : l'historique relaté par le site officiel a été privilégié lorsque celui-ci ne correspondait pas avec celui de maltmadness.com. Beaucoup de flous restent à dissiper quant à l'historique de cette distillerie...

## Caractéristiques
La distillerie Glen Garioch utilise des alambics élancés en forme d'oignon. Son single malt possède une étonnante ressemblance aromatique avec Auchentoshan.
Le whisky est vieilli dans des fûts de chêne utilisés pour le bourbon ou dans des tonneaux de xérès.

## Production
Actuellement, la plus grande partie de la production est utilisée dans les blends de la société Morrison Bowmore, entre autres Rob Roy
Les single malt produits sont :
- Glen Garioch 8 ans 40 %
- Glen Garioch 12 ans 40 %
- Glen Garioch 15 ans 40 %
- Glen Garioch 21 ans 40 %
- Glen Garioch 46 ans (1958)

Il existe quelques rares versions mises en bouteille par des embouteilleurs indépendants comme Duncan Taylor et Douglas Laing.